# FC Spartans
Der FC Spartans (offiziell: The Spartans Football Club) ist ein Fußballverein aus der schottischen Hauptstadt Edinburgh, der aktuell in der Scottish League Two spielt. Die Frauenmannschaft spielt in der Scottish Women’s Premier League.

## Vereinsgeschichte
Der FC Spartans wurde im Sommer 1951 von den zwei ehemaligen Studenten der University of Edinburgh Elliot Wardlaw und Jimmy Beaumont gegründet, der noch im selben Jahr der East of Scotland Football League beitrat. Als erste Spielstätte diente der City Park. Beim FC Spartans durften in der Anfangszeit des Vereins ausschließlich aktuelle oder ehemalige Studenten der University of Edinburgh spielen. Im Jahr 1976 wurde er offiziell in die Scottish Football Association aufgenommen. In der Saison 1978/79 konnte sich der Verein erstmals für den Scottish FA Cup qualifizieren. In der Saison 2013/14 konnte Spartans die Meisterschaft in der neu gegründeten Lowland Football League gewinnen, zuvor war er neunmal in der East of Scotland Football League Meister geworden.

## Erfolge
- Lowland Football League
  - Meister (3×) : 2013/14, 2017/18, 2022/23
- Lowland League Cup
  - Pokalsieger (1×) : 2016/17
- Scottish Qualifying Cup 
  - Pokalsieger (6×) : 1979/80, 1988/89, 1996/97, 2001/02, 2003/04, 2005/06
- East of Scotland Football League:
  - Meister (9×) : 1971/72, 1983/84, 1996/97, 2001/02, 2003/04, 2004/05, 2008/09, 2009/10, 2010/11
- East of Scotland Cup:
  - Pokalsieger (5×) : 1987/88, 1997/98, 2004/05, 2005/06, 2007/08
- East of Scotland League Cup:
  - Pokalsieger (4×) : 2003/04, 2004/05, 2009/10, 2010/11
- South of Scotland Challenge Cup:
  - Pokalsieger (3×) : 2008/09, 2009/10, 2010/11
- King Cup:
  - Pokalsieger (11×) : 1973/74, 1977/78, 1987/88, 2000/01, 2001/02, 2002/03, 2004/05, 2007/08, 2009/10, 2010/11, 2012/13
- Ronnie Swan Challenge Cup Winners:
  - Pokalsieger (3×) : 2009/10, 2010/11, 2015/16

## Ehemalige bekannte Spieler
- Eamonn Bannon (schottischer Nationalspieler)